# Боббі Іден
Бо́ббі І́ден (нід. Bobbi Eden, при народженні Присци́лла Ге́ндріксе (нід. Priscilla Hendrikse); нар. 4 січня 1980 року, Гаага, Нідерланди) — нідерландська фотомодель та порноакторка.

## Порноіндустрія
З 1998 року фотографується для різних журналів. Потім стала зніматися в порнографічних фільмах. Всього знялася в понад 100 порнофільмах.
Має власні колонки в журналах «Passie», «Chick» і «Panorama».
Під час Чемпіонату світу з футболу 2010 Роббі привернула увагу медіа, після того як 28 червня оголосила через Twitter, що займеться оральним сексом з усіма, хто підписані у неї в блозі, у разі перемоги збірної Нідерландів на чемпіонаті. У результаті обіцянки кількість підписок на її блог збільшилась, але у фіналі Нідерланди програли Іспанії з рахунком 1-0.

## Нагороди
- 2003 — Найкраща європейська акторка[6]
- 2004 European X Award — Найкраща акторка (у країнах Бенілюксу)[7]